# بوختی
بوختی (به لاتین: Bukhty) یک منطقهٔ مسکونی در روسیه است که در داغستان واقع شده‌است.